# Résultats des recensements linguistiques par commune de la province du Limbourg
Le recensement linguistique de 1846 n'enquêta que sur la langue couramment employée. À partir de 1866 le recensement a porté sur la connaissance des différentes langues nationales. À partir de 1910 on a enquêté non seulement sur la connaissance d'une langue mais également sur laquelle était utilisée le plus fréquemment, sans pour autant spécifier dans quel contexte (vie privée, publique ou professionnelle).
La source de tous les chiffres sont les résultats publiés dans les volumes du Moniteur Belge concernant les recensements populaires.
Abréviations : NL = néerlandais, FR = français, D = allemand (Deutsch).

## Arrondissement d'Hasselt
Langue connue
| Année | uniq. NL Nombre | NL & FR Nombre | uniq. FR Nombre | FR & D Nombre | uniq. D Nombre | D & NL Nombre | NL & F & D Nombre | aucune Nombre | uniq. NL Part | NL & FR Part | uniq. FR Part | FR & D Part | uniq. D Part | D & NL Part | NL& FR & D Part |
| ----- | --------------- | -------------- | --------------- | ------------- | -------------- | ------------- | ----------------- | ------------- | ------------- | ------------ | ------------- | ----------- | ------------ | ----------- | --------------- |
| 1846  | 75.725          |                | 2.072           |               | 25             |               |                   |               | 97,3%         |              | 2,7%          |             | 0,0%         |             |                 |
| 1866  | 73.660          | 5.768          | 1.308           | 46            | 58             | 30            | 130               | 25            | 90,9%         | 7,1%         | 1,6%          | 0,1%        | 0,1%         | 0,0%        | 0,2%            |
| 1880  | 70.665          | 8.964          | 3.719           | 159           | 169            | 220           | 134               | 41            | 84,1%         | 10,7%        | 4,4%          | 0,2%        | 0,2%         | 0,3%        | 0,2%            |
| 1890  | 80.302          | 12.227         | 1.849           | 59            | 28             | 59            | 533               | 5             | 84,5%         | 12,9%        | 1,9%          | 0,1%        | 0,0%         | 0,1%        | 0,6%            |
| 1900  | 81.036          | 12.575         | 1.861           | 75            | 29             | 79            | 621               | 5.842         | 84,2%         | 13,1%        | 1,9%          | 0,1%        | 0,0%         | 0,1%        | 0,6%            |
| 1910  | 94.322          | 12.468         | 2.325           | 74            | 92             | 86            | 667               | 6.987         | 85,7%         | 11,3%        | 2,1%          | 0,1%        | 0,1%         | 0,1%        | 0,6%            |
| 1920  | 107.421         | 13.373         | 2.703           | 59            | 21             | 53            | 384               | 6.997         | 86,6%         | 10,8%        | 2,2%          | 0,0%        | 0,0%         | 0,0%        | 0,3%            |
| 1930  | 129.158         | 16.665         | 4.775           | 332           | 3.059          | 1.268         | 1.087             | 14.011        | 82,6%         | 10,7%        | 3,1%          | 0,2%        | 2,0%         | 0,8%        | 0,7%            |
| 1947  | 164.922         | 24.508         | 3.437           | 140           | 2.728          | 1.735         | 4.834             | 16.935        | 81,5%         | 12,1%        | 1,7%          | 0,1%        | 1,3%         | 0,9%        | 2,4%            |

Langue exclusivement ou la plus fréquemment parlée.
| Année | NL Nombre | FR Nombre | D Nombre | NL Part | FR Part | D Part |
| ----- | --------- | --------- | -------- | ------- | ------- | ------ |
| 1910  | 105.769   | 4.069     | 196      | 96,1%   | 3,7%    | 0,2%   |
| 1920  | 118.921   | 5.065     | 28       | 95,9%   | 4,1%    | 0,0%   |
| 1930  | 144.368   | 7.915     | 3.914    | 92,4%   | 5,1%    | 2,5%   |
| 1947  | 191.897   | 6.792     | 2.996    | 95,1%   | 3,4%    | 1,5%   |

Lors de l'établissement de la frontière linguistique en 1962, les communes suivantes ont été transférées de l'arrondissement d'Hasselt (province du Limbourg) à l' arrondissement de Waremme (province de Liège): 
- Corswarem (Korsworm)

### Hasselt
Langue connue
| Année | uniq. NL Nombre | NL & FR Nombre | uniq. FR Nombre | FR & D Nombre | uniq. D Nombre | D & NL Nombre | NL & F & D Nombre | aucune Nombre | uniq. NL Part | NL & FR Part | uniq. FR Part | FR & D Part | uniq. D Part | D & NL Part | NL& FR & D Part |
| ----- | --------------- | -------------- | --------------- | ------------- | -------------- | ------------- | ----------------- | ------------- | ------------- | ------------ | ------------- | ----------- | ------------ | ----------- | --------------- |
| 1846  | 9.295           |                | 309             |               | 5              |               |                   |               | 96,7%         |              | 3,2%          |             | 0,1%         |             |                 |
| 1866  | 8.375           | 1.392          | 313             | 20            | 39             | 6             | 93                | 0             | 81,8%         | 13,6%        | 3,1%          | 0,2%        | 0,4%         | 0,1%        | 0,9%            |
| 1880  | 9.038           | 2.079          | 334             | 14            | 18             | 11            | 38                | 0             | 78,4%         | 18,0%        | 2,9%          | 0,1%        | 0,2%         | 0,1%        | 0,3%            |
| 1890  | 9.362           | 3.206          | 358             | 12            | 20             | 26            | 266               | 0             | 70,7%         | 24,2%        | 2,7%          | 0,1%        | 0,2%         | 0,2%        | 2,0%            |
| 1900  | 9.639           | 3.601          | 385             | 30            | 23             | 50            | 355               | 806           | 68,4%         | 25,6%        | 2,7%          | 0,2%        | 0,2%         | 0,4%        | 2,5%            |
| 1910  | 11.926          | 3.381          | 387             | 25            | 15             | 39            | 385               | 937           | 73,8%         | 20,9%        | 2,4%          | 0,2%        | 0,1%         | 0,2%        | 2,4%            |
| 1920  | 15.110          | 2.951          | 361             | 35            | 10             | 4             | 104               | 965           | 81,3%         | 15,9%        | 1,9%          | 0,2%        | 0,1%         | 0,0%        | 0,6%            |
| 1930  | 15.324          | 4.838          | 476             | 4             | 4              | 57            | 425               | 1.168         | 72,5%         | 22,9%        | 2,3%          | 0,0%        | 0,0%         | 0,3%        | 2,0%            |
| 1947  | 19.383          | 6.639          | 279             | 7             | 10             | 133           | 1.497             | 1.281         | 69,4%         | 23,8%        | 1,0%          | 0,0%        | 0,0%         | 0,5%        | 5,4%            |

Langue exclusivement ou la plus fréquemment parlée.
| Année | NL Aantal | FR Aantal | D Aantal | NL Aandeel | FR Aandeel | D Aandeel |
| ----- | --------- | --------- | -------- | ---------- | ---------- | --------- |
| 1910  | 15.001    | 1.082     | 75       | 92,8%      | 6,7%       | 0,5%      |
| 1920  | 17.165    | 949       | 11       | 94,8%      | 5,1%       | 0,1%      |
| 1930  | 19.515    | 1.519     | 17       | 92,7%      | 7,2%       | 0,1%      |
| 1947  | 26.578    | 1.156     | 12       | 95,8%      | 4,2%       | 0,0%      |

### Diepenbeek
Langue connue
| Année | uniq. NL Nombre | NL & FR Nombre | uniq. FR Nombre | FR & D Nombre | uniq. D Nombre | D & NL Nombre | NL & F & D Nombre | aucune Nombre | uniq. NL Part | NL & FR Part | uniq. FR Part | FR & D Part | uniq. D Part | D & NL Part | NL& FR & D Part |
| ----- | --------------- | -------------- | --------------- | ------------- | -------------- | ------------- | ----------------- | ------------- | ------------- | ------------ | ------------- | ----------- | ------------ | ----------- | --------------- |
| 1846  | 2.788           |                | 0               |               | 0              |               |                   |               | 100,0%        |              | 0,0%          |             | 0,0%         |             |                 |
| 1866  | 2.977           | 102            | 0               | 9             | 2              | 6             | 1                 | 1             | 96,1%         | 3,3%         | 0,0%          | 0,3%        | 0,1%         | 0,2%        | 0,0%            |
| 1880  | 3.108           | 155            | 2               | 0             | 0              | 2             | 3                 | 0             | 95,0%         | 4,7%         | 0,1%          | 0,0%        | 0,0%         | 0,1%        | 0,1%            |
| 1890  | 3.456           | 160            | 9               | 3             | 0              | 3             | 11                | 0             | 94,9%         | 4,4%         | 0,2%          | 0,1%        | 0,0%         | 0,1%        | 0,3%            |
| 1900  | 3.506           | 212            | 5               | 2             | 0              | 2             | 13                | 216           | 93,7%         | 5,7%         | 0,1%          | 0,1%        | 0,0%         | 0,1%        | 0,3%            |
| 1910  | 3.762           | 262            | 12              | 5             | 0              | 1             | 17                | 312           | 92,7%         | 6,5%         | 0,3%          | 0,1%        | 0,0%         | 0,0%        | 0,4%            |
| 1920  | 4.249           | 186            | 7               | 0             | 0              | 4             | 4                 | 268           | 95,5%         | 4,2%         | 0,2%          | 0,0%        | 0,0%         | 0,1%        | 0,1%            |
| 1930  | 5.041           | 220            | 13              | 1             | 0              | 1             | 19                | 340           | 95,2%         | 4,2%         | 0,2%          | 0,0%        | 0,0%         | 0,0%        | 0,4%            |
| 1947  | 6.847           | 348            | 4               | 0             | 1              | 12            | 38                | 451           | 94,4%         | 4,8%         | 0,1%          | 0,0%        | 0,0%         | 0,2%        | 0,5%            |

Langue exclusivement ou la plus fréquemment parlée.
| Année | NL Aantal | FR Aantal | D Aantal | NL Aandeel | FR Aandeel | D Aandeel |
| ----- | --------- | --------- | -------- | ---------- | ---------- | --------- |
| 1910  | 4.022     | 30        | 7        | 99,1%      | 0,7%       | 0,2%      |
| 1920  | 4.427     | 23        | 0        | 99,5%      | 0,5%       | 0,0%      |
| 1930  | 5.245     | 50        | 0        | 99,1%      | 0,9%       | 0,0%      |
| 1947  | 7.219     | 27        | 1        | 99,6%      | 0,4%       | 0,0%      |

### Genk
Langue connue
| Année | uniq. NL Nombre | NL & FR Nombre | uniq. FR Nombre | FR & D Nombre | uniq. D Nombre | D & NL Nombre | NL & F & D Nombre | aucune Nombre | uniq. NL Part | NL & FR Part | uniq. FR Part | FR & D Part | uniq. D Part | D & NL Part | NL& FR & D Part |
| ----- | --------------- | -------------- | --------------- | ------------- | -------------- | ------------- | ----------------- | ------------- | ------------- | ------------ | ------------- | ----------- | ------------ | ----------- | --------------- |
| 1846  | 1.776           |                | 0               |               | 0              |               |                   |               | 100,0%        |              | 0,0%          |             | 0,0%         |             |                 |
| 1866  | 1.783           | 41             | 0               | 0             | 0              | 0             | 3                 | 0             | 97,6%         | 2,2%         | 0,0%          | 0,0%        | 0,0%         | 0,0%        | 0,2%            |
| 1880  | 1.980           | 103            | 4               | 0             | 0              | 1             | 0                 | 0             | 94,8%         | 4,9%         | 0,2%          | 0,0%        | 0,0%         | 0,0%        | 0,0%            |
| 1890  | 2.252           | 92             | 2               | 0             | 0              | 0             | 11                | 0             | 95,5%         | 3,9%         | 0,1%          | 0,0%        | 0,0%         | 0,0%        | 0,5%            |
| 1900  | 2.248           | 130            | 11              | 3             | 0              | 0             | 3                 | 142           | 93,9%         | 5,4%         | 0,5%          | 0,1%        | 0,0%         | 0,0%        | 0,1%            |
| 1910  | 2.830           | 203            | 72              | 8             | 25             | 7             | 31                | 226           | 89,1%         | 6,4%         | 2,3%          | 0,3%        | 0,8%         | 0,2%        | 1,0%            |
| 1920  | 4.875           | 525            | 407             | 0             | 7              | 10            | 13                | 439           | 83,5%         | 9,0%         | 7,0%          | 0,0%        | 0,1%         | 0,2%        | 0,2%            |
| 1930  | 11.665          | 1.497          | 2.026           | 292           | 2.689          | 1.099         | 297               | 5.009         | 59,6%         | 7,7%         | 10,4%         | 1,5%        | 13,7%        | 5,6%        | 1,5%            |
| 1947  | 18.429          | 3.364          | 1.137           | 71            | 2.247          | 1.253         | 1.256             | 6.101         | 66,4%         | 12,1%        | 4,1%          | 0,3%        | 8,1%         | 4,5%        | 4,5%            |

Langue exclusivement ou la plus fréquemment parlée.
| Année | NL Aantal | FR Aantal | D Aantal | NL Aandeel | FR Aandeel | D Aandeel |
| ----- | --------- | --------- | -------- | ---------- | ---------- | --------- |
| 1910  | 3.023     | 120       | 33       | 95,2%      | 3,8%       | 1,0%      |
| 1920  | 5.252     | 572       | 13       | 90,0%      | 9,8%       | 0,2%      |
| 1930  | 13.414    | 2.675     | 3.476    | 68,6%      | 13,7%      | 17,8%     |
| 1947  | 23.080    | 2.141     | 2.478    | 83,3%      | 7,7%       | 8,9%      |

### Heusden
Langue connue
| Année | uniq. NL Nombre | NL & FR Nombre | uniq. FR Nombre | FR & D Nombre | uniq. D Nombre | D & NL Nombre | NL & F & D Nombre | aucune Nombre | uniq. NL Part | NL & FR Part | uniq. FR Part | FR & D Part | uniq. D Part | D & NL Part | NL& FR & D Part |
| ----- | --------------- | -------------- | --------------- | ------------- | -------------- | ------------- | ----------------- | ------------- | ------------- | ------------ | ------------- | ----------- | ------------ | ----------- | --------------- |
| 1846  | 1.373           |                | 0               |               | 0              |               |                   |               | 100,0%        |              | 0,0%          |             | 0,0%         |             |                 |
| 1866  | 1.397           | 33             | 5               | 0             | 0              | 0             | 1                 | 0             | 97,3%         | 2,3%         | 0,3%          | 0,0%        | 0,0%         | 0,0%        | 0,1%            |
| 1880  | 1.262           | 29             | 1               | 0             | 0              | 0             | 0                 | 0             | 97,7%         | 2,2%         | 0,1%          | 0,0%        | 0,0%         | 0,0%        | 0,0%            |
| 1890  | 1.473           | 36             | 4               | 1             | 0              | 0             | 3                 | 0             | 97,1%         | 2,4%         | 0,3%          | 0,1%        | 0,0%         | 0,0%        | 0,2%            |
| 1900  | 1.536           | 60             | 6               | 0             | 0              | 0             | 5                 | 104           | 95,6%         | 3,7%         | 0,4%          | 0,0%        | 0,0%         | 0,0%        | 0,3%            |
| 1910  | 1.783           | 55             | 6               | 0             | 1              | 0             | 4                 | 119           | 96,4%         | 3,0%         | 0,3%          | 0,0%        | 0,1%         | 0,0%        | 0,2%            |
| 1920  | 2.161           | 50             | 0               | 0             | 0              | 0             | 0                 | 133           | 97,7%         | 2,3%         | 0,0%          | 0,0%        | 0,0%         | 0,0%        | 0,0%            |
| 1930  | 3.165           | 66             | 139             | 4             | 12             | 1             | 4                 | 420           | 93,3%         | 1,9%         | 4,1%          | 0,1%        | 0,4%         | 0,0%        | 0,1%            |
| 1947  | 6.022           | 406            | 83              | 2             | 101            | 30            | 83                | 844           | 89,5%         | 6,0%         | 1,2%          | 0,0%        | 1,5%         | 0,4%        | 1,2%            |

Langue exclusivement ou la plus fréquemment parlée.
| Année | NL Aantal | FR Aantal | D Aantal | NL Aandeel | FR Aandeel | D Aandeel |
| ----- | --------- | --------- | -------- | ---------- | ---------- | --------- |
| 1910  | 1.837     | 11        | 1        | 99,4%      | 0,6%       | 0,1%      |
| 1920  | 2.211     | 0         | 0        | 100,0%     | 0,0%       | 0,0%      |
| 1930  | 3.227     | 148       | 16       | 95,2%      | 4,4%       | 0,5%      |
| 1947  | 6.436     | 153       | 110      | 96,1%      | 2,3%       | 1,6%      |

### Coursel
Langue connue
| Année | uniq. NL Nombre | NL & FR Nombre | uniq. FR Nombre | FR & D Nombre | uniq. D Nombre | D & NL Nombre | NL & F & D Nombre | aucune Nombre | uniq. NL Part | NL & FR Part | uniq. FR Part | FR & D Part | uniq. D Part | D & NL Part | NL& FR & D Part |
| ----- | --------------- | -------------- | --------------- | ------------- | -------------- | ------------- | ----------------- | ------------- | ------------- | ------------ | ------------- | ----------- | ------------ | ----------- | --------------- |
| 1846  | 1.760           |                | 7               |               | 0              |               |                   |               | 99,6%         |              | 0,4%          |             | 0,0%         |             |                 |
| 1866  | 1.906           | 34             | 0               | 0             | 0              | 0             | 0                 | 0             | 98,2%         | 1,8%         | 0,0%          | 0,0%        | 0,0%         | 0,0%        | 0,0%            |
| 1880  | 1.911           | 42             | 0               | 0             | 0              | 0             | 0                 | 0             | 97,8%         | 2,2%         | 0,0%          | 0,0%        | 0,0%         | 0,0%        | 0,0%            |
| 1890  | 2.015           | 56             | 0               | 0             | 0              | 0             | 0                 | 0             | 97,3%         | 2,7%         | 0,0%          | 0,0%        | 0,0%         | 0,0%        | 0,0%            |
| 1900  | 2.054           | 112            | 0               | 0             | 0              | 5             | 0                 | 138           | 94,6%         | 5,2%         | 0,0%          | 0,0%        | 0,0%         | 0,2%        | 0,0%            |
| 1910  | 2.397           | 99             | 11              | 0             | 0              | 0             | 2                 | 182           | 95,5%         | 3,9%         | 0,4%          | 0,0%        | 0,0%         | 0,0%        | 0,1%            |
| 1920  | 2.968           | 171            | 34              | 0             | 0              | 1             | 6                 | 229           | 93,3%         | 5,4%         | 1,1%          | 0,0%        | 0,0%         | 0,0%        | 0,2%            |
| 1930  | 3.775           | 336            | 174             | 13            | 100            | 6             | 20                | 439           | 85,3%         | 7,6%         | 3,9%          | 0,3%        | 2,3%         | 0,1%        | 0,5%            |
| 1947  | 5.411           | 506            | 80              | 7             | 103            | 17            | 122               | 1.199         | 86,6%         | 8,1%         | 1,3%          | 0,1%        | 1,6%         | 0,3%        | 2,0%            |

Langue exclusivement ou la plus fréquemment parlée.
| Année | NL Aantal | FR Aantal | D Aantal | NL Aandeel | FR Aandeel | D Aandeel |
| ----- | --------- | --------- | -------- | ---------- | ---------- | --------- |
| 1910  | 2.496     | 13        | 0        | 99,5%      | 0,5%       | 0,0%      |
| 1920  | 3.111     | 69        | 0        | 97,8%      | 2,2%       | 0,0%      |
| 1930  | 4.043     | 267       | 113      | 91,4%      | 6,0%       | 2,6%      |
| 1947  | 5.967     | 163       | 107      | 95,7%      | 2,6%       | 1,7%      |

### Bourg-Léopold
Langue exclusivement ou le plus fréquemment parlée.
| Année | NL Nombre | FR Nombre | D Nombre | NL Part | FR Part | D Part |
| ----- | --------- | --------- | -------- | ------- | ------- | ------ |
| 1910  | 2.762     | 449       | 0        | 86,0%   | 14,0%   | 0,0%   |
| 1920  | 3.592     | 1.361     | 0        | 72,5%   | 27,5%   | 0,0%   |
| 1930  | 4.252     | 619       | 1        | 87,3%   | 12,7%   | 0,0%   |
| 1947  | 6.300     | 554       | 4        | 91,9%   | 8,1%    | 0,1%   |

### Lummen
Langue connue
| Année | uniq. NL Nombre | NL & FR Nombre | uniq. FR Nombre | FR & D Nombre | uniq. D Nombre | D & NL Nombre | NL & F & D Nombre | aucune Nombre | uniq. NL Part | NL & FR Part | uniq. FR Part | FR & D Part | uniq. D Part | D & NL Part | NL& FR & D Part |
| ----- | --------------- | -------------- | --------------- | ------------- | -------------- | ------------- | ----------------- | ------------- | ------------- | ------------ | ------------- | ----------- | ------------ | ----------- | --------------- |
| 1846  | 2.974           |                | 0               |               | 0              |               |                   |               | 100,0%        |              | 0,0%          |             | 0,0%         |             |                 |
| 1866  | 2.941           | 64             | 0               | 0             | 0              | 0             | 1                 | 0             | 97,8%         | 2,1%         | 0,0%          | 0,0%        | 0,0%         | 0,0%        | 0,0%            |
| 1880  | 2.794           | 68             | 2               | 0             | 0              | 0             | 3                 | 1             | 97,5%         | 2,4%         | 0,1%          | 0,0%        | 0,0%         | 0,0%        | 0,1%            |
| 1890  | 2.646           | 165            | 1               | 0             | 0              | 0             | 5                 | 0             | 93,9%         | 5,9%         | 0,0%          | 0,0%        | 0,0%         | 0,0%        | 0,2%            |
| 1900  | 2.803           | 97             | 20              | 1             | 0              | 0             | 6                 | 210           | 95,8%         | 3,3%         | 0,7%          | 0,0%        | 0,0%         | 0,0%        | 0,2%            |
| 1910  | 3.159           | 130            | 10              | 0             | 0              | 0             | 6                 | 183           | 95,6%         | 3,9%         | 0,3%          | 0,0%        | 0,0%         | 0,0%        | 0,2%            |
| 1920  | 3.937           | 164            | 40              | 0             | 0              | 0             | 9                 | 195           | 94,1%         | 4,5%         | 1,1%          | 0,0%        | 0,0%         | 0,0%        | 0,2%            |
| 1930  | 3.705           | 252            | 2               | 0             | 0              | 0             | 11                | 294           | 93,3%         | 6,3%         | 0,1%          | 0,0%        | 0,0%         | 0,0%        | 0,3%            |
| 1947  | 4.672           | 205            | 3               | 0             | 1              | 1             | 18                | 253           | 95,3%         | 4,2%         | 0,1%          | 0,0%        | 0,0%         | 0,0%        | 0,4%            |

Langue exclusivement ou la plus fréquemment parlée.
| Année | NL Aantal | FR Aantal | D Aantal | NL Aandeel | FR Aandeel | D Aandeel |
| ----- | --------- | --------- | -------- | ---------- | ---------- | --------- |
| 1910  | 3.260     | 45        | 0        | 98,6%      | 1,4%       | 0,0%      |
| 1920  | 3.570     | 40        | 0        | 98,9%      | 1,1%       | 0,0%      |
| 1930  | 3.949     | 20        | 0        | 99,5%      | 0,5%       | 0,0%      |
| 1947  | 4.874     | 23        | 1        | 99,5%      | 0,5%       | 0,0%      |

### Saint-Trond
Langue connue
| Année | enkel NL Aantal | NL & FR Aantal | enkel FR Aantal | FR & D Aantal | enkel D Aantal | D & NL Aantal | NL & F & D Aantal | Geen Aantal | enkel NL Aandeel | NL & FR Aandeel | enkel FR Aandeel | FR & D Aandeel | enkel D Aandeel | D & NL Aandeel | NL& FR & D Aandeel |
| ----- | --------------- | -------------- | --------------- | ------------- | -------------- | ------------- | ----------------- | ----------- | ---------------- | --------------- | ---------------- | -------------- | --------------- | -------------- | ------------------ |
| 1846  | 10.343          |                | 658             |               | 6              |               |                   |             | 94,0%            |                 | 6,0%             |                | 0,1%            |                |                    |
| 1866  | 8.575           | 1.629          | 108             | 8             | 11             | 12            | 13                | 2           | 82,8%            | 15,7%           | 1,0%             | 0,1%           | 0,1%            | 0,1%           | 0,1%               |
| 1880  | 2.744           | 193            | 5.410           | 90            | 2.335          | 48            | 125               | 35          | 25,1%            | 1,8%            | 49,4%            | 0,8%           | 21,3%           | 0,4%           | 1,1%               |
| 1890  | 9.104           | 3.409          | 220             | 19            | 3              | 21            | 119               | 0           | 70,6%            | 26,4%           | 1,7%             | 0,1%           | 0,0%            | 0,2%           | 0,9%               |
| 1900  | 9.946           | 2.940          | 595             | 20            | 4              | 14            | 130               | 802         | 72,9%            | 21,5%           | 4,4%             | 0,1%           | 0,0%            | 0,1%           | 1,0%               |
| 1910  | 11.457          | 2.644          | 658             | 12            | 10             | 18            | 120               | 728         | 76,8%            | 17,7%           | 4,4%             | 0,1%           | 0,1%            | 0,1%           | 0,8%               |
| 1920  | 11.399          | 2.846          | 323             | 5             | 2              | 4             | 107               | 669         | 77,6%            | 19,4%           | 2,2%             | 0,0%           | 0,0%            | 0,0%           | 0,7%               |
| 1930  | 12.684          | 2.553          | 446             | 4             | 2              | 9             | 106               | 676         | 80,3%            | 16,2%           | 2,8%             | 0,0%           | 0,0%            | 0,1%           | 0,7%               |
| 1947  | 13.830          | 3.468          | 391             | 8             | 5              | 63            | 524               | 731         | 75,6%            | 19,0%           | 2,1%             | 0,0%           | 0,0%            | 0,3%           | 2,9%               |

Langue exclusivement ou la plus fréquemment parlée.
| Année | NL Aantal | FR Aantal | D Aantal | NL Aandeel | FR Aandeel | D Aandeel |
| ----- | --------- | --------- | -------- | ---------- | ---------- | --------- |
| 1910  | 13.930    | 967       | 22       | 93,4%      | 6,5%       | 0,1%      |
| 1920  | 14.067    | 617       | 2        | 95,8%      | 4,2%       | 0,0%      |
| 1930  | 14.993    | 792       | 12       | 94,9%      | 5,0%       | 0,1%      |
| 1947  | 17.463    | 720       | 6        | 96,0%      | 4,0%       | 0,0%      |

### Tessenderlo
Langue connue
| Année | enkel NL Aantal | NL & FR Aantal | enkel FR Aantal | FR & D Aantal | enkel D Aantal | D & NL Aantal | NL & F & D Aantal | Geen Aantal | enkel NL Aandeel | NL & FR Aandeel | enkel FR Aandeel | FR & D Aandeel | enkel D Aandeel | D & NL Aandeel | NL& FR & D Aandeel |
| ----- | --------------- | -------------- | --------------- | ------------- | -------------- | ------------- | ----------------- | ----------- | ---------------- | --------------- | ---------------- | -------------- | --------------- | -------------- | ------------------ |
| 1846  | 3.267           |                | 0               |               | 0              |               |                   |             | 100,0%           |                 | 0,0%             |                | 0,0%            |                |                    |
| 1866  | 3.513           | 0              | 0               | 0             | 0              | 0             | 0                 | 0           | 100,0%           | 0,0%            | 0,0%             | 0,0%           | 0,0%            | 0,0%           | 0,0%               |
| 1880  | 3.237           | 65             | 0               | 0             | 0              | 0             | 0                 | 0           | 98,0%            | 2,0%            | 0,0%             | 0,0%           | 0,0%            | 0,0%           | 0,0%               |
| 1890  | 3.601           | 77             | 1               | 0             | 0              | 1             | 0                 | 0           | 97,9%            | 2,1%            | 0,0%             | 0,0%           | 0,0%            | 0,0%           | 0,0%               |
| 1900  | 3.636           | 157            | 11              | 0             | 0              | 0             | 0                 | 251         | 95,6%            | 4,1%            | 0,3%             | 0,0%           | 0,0%            | 0,0%           | 0,0%               |
| 1910  | 4.467           | 224            | 25              | 0             | 0              | 1             | 3                 | 335         | 94,6%            | 4,7%            | 0,5%             | 0,0%           | 0,0%            | 0,0%           | 0,1%               |
| 1920  | 4.992           | 139            | 0               | 0             | 0              | 0             | 1                 | 308         | 97,3%            | 2,7%            | 0,0%             | 0,0%           | 0,0%            | 0,0%           | 0,0%               |
| 1930  | 5.842           | 288            | 89              | 2             | 1              | 1             | 20                | 416         | 93,6%            | 4,6%            | 1,4%             | 0,0%           | 0,0%            | 0,0%           | 0,3%               |
| 1947  | 7.045           | 477            | 58              | 10            | 2              | 5             | 53                | 370         | 92,1%            | 6,2%            | 0,8%             | 0,1%           | 0,0%            | 0,1%           | 0,7%               |

Langue exclusivement ou la plus fréquemment parlée.
| Année | NL Aantal | FR Aantal | D Aantal | NL Aandeel | FR Aandeel | D Aandeel |
| ----- | --------- | --------- | -------- | ---------- | ---------- | --------- |
| 1910  | 4.688     | 32        | 0        | 99,3%      | 0,7%       | 0,0%      |
| 1920  | 5.132     | 0         | 0        | 100,0%     | 0,0%       | 0,0%      |
| 1930  | 6.122     | 116       | 1        | 98,1%      | 1,9%       | 0,0%      |
| 1947  | 7.506     | 121       | 2        | 98,4%      | 1,6%       | 0,0%      |

### Zolder
Langue connue
| Année | enkel NL Aantal | NL & FR Aantal | enkel FR Aantal | FR & D Aantal | enkel D Aantal | D & NL Aantal | NL & F & D Aantal | Geen Aantal | enkel NL Aandeel | NL & FR Aandeel | enkel FR Aandeel | FR & D Aandeel | enkel D Aandeel | D & NL Aandeel | NL& FR & D Aandeel |
| ----- | --------------- | -------------- | --------------- | ------------- | -------------- | ------------- | ----------------- | ----------- | ---------------- | --------------- | ---------------- | -------------- | --------------- | -------------- | ------------------ |
| 1846  | 1.902           |                | 0               |               | 0              |               |                   |             | 100,0%           |                 | 0,0%             |                | 0,0%            |                |                    |
| 1866  | 1.749           | 67             | 6               | 2             | 0              | 0             | 1                 | 0           | 95,8%            | 3,7%            | 0,3%             | 0,1%           | 0,0%            | 0,0%           | 0,1%               |
| 1880  | 1.900           | 50             | 5               | 1             | 0              | 1             | 2                 | 0           | 97,0%            | 2,6%            | 0,3%             | 0,1%           | 0,0%            | 0,1%           | 0,1%               |
| 1890  | 2.031           | 55             | 0               | 2             | 1              | 0             | 6                 | 2           | 96,9%            | 2,6%            | 0,0%             | 0,1%           | 0,0%            | 0,0%           | 0,3%               |
| 1900  | 1.980           | 40             | 0               | 1             | 1              | 0             | 5                 | 135         | 97,7%            | 2,0%            | 0,0%             | 0,0%           | 0,0%            | 0,0%           | 0,2%               |
| 1910  | 2.245           | 53             | 2               | 0             | 0              | 0             | 13                | 268         | 97,1%            | 2,3%            | 0,1%             | 0,0%           | 0,0%            | 0,0%           | 0,6%               |
| 1920  | 2.568           | 69             | 4               | 0             | 0              | 0             | 0                 | 186         | 97,2%            | 2,6%            | 0,2%             | 0,0%           | 0,0%            | 0,0%           | 0,0%               |
| 1930  | 3.248           | 73             | 10              | 0             | 0              | 1             | 5                 | 237         | 97,3%            | 2,2%            | 0,3%             | 0,0%           | 0,0%            | 0,0%           | 0,1%               |
| 1947  | 4.465           | 199            | 15              | 0             | 238            | 5             | 28                | 892         | 90,2%            | 4,0%            | 0,3%             | 0,0%           | 4,8%            | 0,1%           | 0,6%               |

Langue exclusivement ou la plus fréquemment parlée.
| Année | NL Aantal | FR Aantal | D Aantal | NL Aandeel | FR Aandeel | D Aandeel |
| ----- | --------- | --------- | -------- | ---------- | ---------- | --------- |
| 1910  | 2.307     | 5         | 1        | 99,7%      | 0,2%       | 0,0%      |
| 1920  | 2.625     | 16        | 0        | 97,2%      | 2,6%       | 0,2%      |
| 1930  | 3.313     | 23        | 0        | 99,3%      | 0,7%       | 0,0%      |
| 1947  | 4.673     | 33        | 239      | 94,5%      | 0,7%       | 4,8%      |

### Zonhoven
Langue connue
| Année | enkel NL Aantal | NL & FR Aantal | enkel FR Aantal | FR & D Aantal | enkel D Aantal | D & NL Aantal | NL & F & D Aantal | Geen Aantal | enkel NL Aandeel | NL & FR Aandeel | enkel FR Aandeel | FR & D Aandeel | enkel D Aandeel | D & NL Aandeel | NL& FR & D Aandeel |
| ----- | --------------- | -------------- | --------------- | ------------- | -------------- | ------------- | ----------------- | ----------- | ---------------- | --------------- | ---------------- | -------------- | --------------- | -------------- | ------------------ |
| 1846  | 2.759           |                | 0               |               | 0              |               |                   |             | 100,0%           |                 | 0,0%             |                | 0,0%            |                |                    |
| 1866  | 2.523           | 55             | 1               | 0             | 0              | 2             | 0                 | 0           | 97,8%            | 2,1%            | 0,0%             | 0,0%           | 0,0%            | 0,1%           | 0,0%               |
| 1880  | 2.484           | 52             | 0               | 0             | 0              | 0             | 1                 | 0           | 97,9%            | 2,0%            | 0,0%             | 0,0%           | 0,0%            | 0,0%           | 0,0%               |
| 1890  | 2.664           | 123            | 0               | 0             | 0              | 1             | 4                 | 0           | 95,4%            | 4,4%            | 0,0%             | 0,0%           | 0,0%            | 0,0%           | 0,1%               |
| 1900  | 2.625           | 99             | 2               | 0             | 0              | 2             | 4                 | 186         | 96,1%            | 3,6%            | 0,1%             | 0,0%           | 0,0%            | 0,1%           | 0,1%               |
| 1910  | 3.225           | 99             | 1               | 0             | 1              | 6             | 1                 | 252         | 96,8%            | 3,0%            | 0,0%             | 0,0%           | 0,0%            | 0,2%           | 0,0%               |
| 1920  | 3.812           | 61             | 0               | 0             | 0              | 1             | 1                 | 302         | 98,4%            | 1,6%            | 0,0%             | 0,0%           | 0,0%            | 0,0%           | 0,0%               |
| 1930  | 4.814           | 73             | 2               | 1             | 2              | 2             | 6                 | 334         | 98,2%            | 1,5%            | 0,0%             | 0,0%           | 0,0%            | 0,0%           | 0,1%               |
| 1947  | 6.381           | 515            | 15              | 0             | 2              | 31            | 60                | 480         | 91,1%            | 7,4%            | 0,2%             | 0,0%           | 0,0%            | 0,4%           | 0,9%               |

Langue exclusivement ou la plus fréquemment parlée.
| Année | NL Aantal | FR Aantal | D Aantal | NL Aandeel | FR Aandeel | D Aandeel |
| ----- | --------- | --------- | -------- | ---------- | ---------- | --------- |
| 1910  | 3.326     | 2         | 5        | 99,8%      | 0,1%       | 0,2%      |
| 1920  | 3.875     | 0         | 0        | 100,0%     | 0,0%       | 0,0%      |
| 1930  | 4.887     | 11        | 2        | 99,7%      | 0,2%       | 0,0%      |
| 1947  | 6.971     | 24        | 9        | 99,5%      | 0,3%       | 0,1%      |

### Autres communes de l'arrondissement
Ces autres communes de l’arrondissement (avec moins de 5 000 habitants par commune) représentaient environ 49,6% de la population totale de l’arrondissement au premier recensement de 1846 et environ 36,8%. au dernier recensement de 1947.
Langue connue
| Année | enkel NL Aantal | NL & FR Aantal | enkel FR Aantal | FR & D Aantal | enkel D Aantal | D & NL Aantal | NL & F & D Aantal | Geen Aantal | enkel NL Aandeel | NL & FR Aandeel | enkel FR Aandeel | FR & D Aandeel | enkel D Aandeel | D & NL Aandeel | NL& FR & D Aandeel |
| ----- | --------------- | -------------- | --------------- | ------------- | -------------- | ------------- | ----------------- | ----------- | ---------------- | --------------- | ---------------- | -------------- | --------------- | -------------- | ------------------ |
| 1846  | 37.488          |                | 1.098           |               | 14             |               |                   |             | 97,1%            |                 | 2,8%             |                | 0,0%            |                |                    |
| 1866  | 36.824          | 1.787          | 667             | 3             | 5              | 3             | 11                | 22          | 93,7%            | 4,5%            | 1,7%             | 0,0%           | 0,0%            | 0,0%           | 0,0%               |
| 1880  | 36.019          | 3.038          | 1.357           | 11            | 53             | 9             | 27                | 5           | 88,9%            | 7,5%            | 3,3%             | 0,0%           | 0,1%            | 0,0%           | 0,1%               |
| 1890  | 39.842          | 3.984          | 703             | 11            | 2              | 5             | 85                | 3           | 89,3%            | 8,9%            | 1,6%             | 0,0%           | 0,0%            | 0,0%           | 0,2%               |
| 1900  | 39.407          | 4.405          | 655             | 10            | 1              | 4             | 75                | 2.674       | 88,4%            | 9,9%            | 1,5%             | 0,0%           | 0,0%            | 0,0%           | 0,2%               |
| 1910  | 44.797          | 4.612          | 947             | 14            | 40             | 11            | 61                | 3.274       | 88,7%            | 9,1%            | 1,9%             | 0,0%           | 0,1%            | 0,0%           | 0,1%               |
| 1920  | 48.337          | 4.869          | 989             | 14            | 2              | 27            | 86                | 3.094       | 89,0%            | 9,0%            | 1,8%             | 0,0%           | 0,0%            | 0,0%           | 0,2%               |
| 1930  | 57.293          | 4.573          | 1.059           | 9             | 249            | 84            | 127               | 4.441       | 90,4%            | 7,2%            | 1,7%             | 0,0%           | 0,4%            | 0,1%           | 0,2%               |
| 1947  | 67.761          | 6.774          | 1.162           | 22            | 18             | 142           | 770               | 4.019       | 88,4%            | 8,8%            | 1,5%             | 0,0%           | 0,0%            | 0,2%           | 1,0%               |

Langue exclusivement ou la plus fréquemment parlée.
| Année | NL Aantal | FR Aantal | D Aantal | NL Aandeel | FR Aandeel | D Aandeel |
| ----- | --------- | --------- | -------- | ---------- | ---------- | --------- |
| 1910  | 49.117    | 1.313     | 52       | 97,3%      | 2,6%       | 0,1%      |
| 1920  | 53.894    | 1.418     | 2        | 97,4%      | 2,6%       | 0,0%      |
| 1930  | 61.408    | 1.675     | 276      | 96,8%      | 2,6%       | 0,4%      |
| 1947  | 74.830    | 1.677     | 27       | 97,8%      | 2,2%       | 0,0%      |

## Arrondissement de Maaseik
Langue connue
| Année | uniq. NL Nombre | NL & FR Nombre | uniq. FR Nombre | FR & D Nombre | uniq. D Nombre | D & NL Nombre | NL & F & D Nombre | aucune Nombre | uniq. NL Part | NL & FR Part | uniq. FR Part | FR & D Part | uniq. D Part | D & NL Part | NL& FR & D Part |
| ----- | --------------- | -------------- | --------------- | ------------- | -------------- | ------------- | ----------------- | ------------- | ------------- | ------------ | ------------- | ----------- | ------------ | ----------- | --------------- |
| 1846  | 36.846          |                | 136             |               | 11             |               |                   |               | 99,6%         |              | 0,4%          |             | 0,0%         |             |                 |
| 1866  | 36.889          | 2.334          | 100             | 13            | 32             | 36            | 47                | 136           | 93,5%         | 5,9%         | 0,3%          | 0,0%        | 0,1%         | 0,1%        | 0,1%            |
| 1880  | 35.436          | 3.788          | 98              | 86            | 28             | 136           | 132               | 90            | 89,3%         | 9,5%         | 0,2%          | 0,2%        | 0,1%         | 0,3%        | 0,3%            |
| 1890  | 40.301          | 3.691          | 109             | 24            | 22             | 38            | 225               | 2             | 90,7%         | 8,3%         | 0,2%          | 0,1%        | 0,0%         | 0,1%        | 0,5%            |
| 1900  | 43.367          | 3.787          | 131             | 66            | 67             | 268           | 279               | 3.139         | 90,4%         | 7,9%         | 0,3%          | 0,1%        | 0,1%         | 0,6%        | 0,6%            |
| 1910  | 52.262          | 4.128          | 146             | 48            | 115            | 245           | 283               | 4.080         | 91,3%         | 7,2%         | 0,3%          | 0,1%        | 0,2%         | 0,4%        | 0,5%            |
| 1920  | 58.852          | 3.741          | 70              | 7             | 15             | 209           | 152               | 3.761         | 93,3%         | 5,9%         | 0,1%          | 0,0%        | 0,0%         | 0,3%        | 0,2%            |
| 1930  | 69.747          | 3.625          | 342             | 18            | 21             | 157           | 185               | 5.470         | 94,1%         | 4,9%         | 0,5%          | 0,0%        | 0,0%         | 0,2%        | 0,2%            |
| 1947  | 90.073          | 6.075          | 237             | 16            | 808            | 333           | 1.439             | 5.903         | 91,0%         | 6,1%         | 0,2%          | 0,0%        | 0,8%         | 0,3%        | 1,5%            |

Langue exclusivement ou la plus fréquemment parlée.
| Année | NL Aantal | FR Aantal | D Aantal | NL Aandeel | FR Aandeel | D Aandeel |
| ----- | --------- | --------- | -------- | ---------- | ---------- | --------- |
| 1910  | 56.646    | 347       | 234      | 99,0%      | 0,6%       | 0,4%      |
| 1920  | 62.790    | 224       | 32       | 99,6%      | 0,4%       | 0,1%      |
| 1930  | 73.426    | 619       | 32       | 99,1%      | 0,8%       | 0,0%      |
| 1947  | 97.399    | 661       | 842      | 98,5%      | 0,7%       | 0,9%      |

### Maaseik
Langue connue
| Année | uniq. NL Nombre | NL & FR Nombre | uniq. FR Nombre | FR & D Nombre | uniq. D Nombre | D & NL Nombre | NL & F & D Nombre | aucune Nombre | uniq. NL Part | NL & FR Part | uniq. FR Part | FR & D Part | uniq. D Part | D & NL Part | NL& FR & D Part |
| ----- | --------------- | -------------- | --------------- | ------------- | -------------- | ------------- | ----------------- | ------------- | ------------- | ------------ | ------------- | ----------- | ------------ | ----------- | --------------- |
| 1846  | 4.303           |                | 47              |               | 6              |               |                   |               | 98,8%         |              | 1,1%          |             | 0,1%         |             |                 |
| 1866  | 3.712           | 666            | 27              | 8             | 23             | 3             | 14                | 0             | 83,4%         | 15,0%        | 0,6%          | 0,2%        | 0,5%         | 0,1%        | 0,3%            |
| 1880  | 2.154           | 1.697          | 40              | 13            | 20             | 0             | 0                 | 0             | 54,9%         | 43,2%        | 1,0%          | 0,3%        | 0,5%         | 0,0%        | 0,0%            |
| 1890  | 3.385           | 948            | 27              | 20            | 6              | 15            | 109               | 1             | 75,1%         | 21,0%        | 0,6%          | 0,4%        | 0,1%         | 0,3%        | 2,4%            |
| 1900  | 3.209           | 901            | 26              | 18            | 2              | 96            | 79                | 209           | 74,6%         | 20,4%        | 0,6%          | 0,4%        | 0,0%         | 2,2%        | 1,8%            |
| 1910  | 3.471           | 794            | 28              | 17            | 3              | 27            | 57                | 234           | 78,9%         | 18,1%        | 0,6%          | 0,4%        | 0,1%         | 0,6%        | 1,3%            |
| 1920  | 3.623           | 1.075          | 13              | 0             | 5              | 96            | 70                | 235           | 74,2%         | 22,0%        | 0,3%          | 0,0%        | 0,1%         | 2,0%        | 1,4%            |
| 1930  | 4.252           | 1.030          | 28              | 9             | 1              | 58            | 30                | 383           | 78,6%         | 19,0%        | 0,5%          | 0,2%        | 0,0%         | 1,1%        | 0,6%            |
| 1947  | 5.404           | 1.027          | 46              | 0             | 1              | 71            | 326               | 359           | 78,6%         | 14,9%        | 0,7%          | 0,0%        | 0,0%         | 1,0%        | 4,7%            |

Langue exclusivement ou la plus fréquemment parlée.
| Année | NL Aantal | FR Aantal | D Aantal | NL Aandeel | FR Aandeel | D Aandeel |
| ----- | --------- | --------- | -------- | ---------- | ---------- | --------- |
| 1910  | 4.311     | 66        | 20       | 98,0%      | 1,5%       | 0,5%      |
| 1920  | 4.811     | 62        | 9        | 98,5%      | 1,3%       | 0,2%      |
| 1930  | 5.339     | 66        | 3        | 98,7%      | 1,2%       | 0,1%      |
| 1947  | 6.729     | 121       | 2        | 98,2%      | 1,8%       | 0,0%      |

### Brée
Langue connue
| Année | uniq. NL Nombre | NL & FR Nombre | uniq. FR Nombre | FR & D Nombre | uniq. D Nombre | D & NL Nombre | NL & F & D Nombre | aucune Nombre | uniq. NL Part | NL & FR Part | uniq. FR Part | FR & D Part | uniq. D Part | D & NL Part | NL& FR & D Part |
| ----- | --------------- | -------------- | --------------- | ------------- | -------------- | ------------- | ----------------- | ------------- | ------------- | ------------ | ------------- | ----------- | ------------ | ----------- | --------------- |
| 1846  | 1.911           |                | 0               |               | 0              |               |                   |               | 100,0%        |              | 0,0%          |             | 0,0%         |             |                 |
| 1866  | 1.842           | 275            | 3               | 1             | 1              | 7             | 7                 | 87            | 86,2%         | 12,9%        | 0,1%          | 0,0%        | 0,0%         | 0,3%        | 0,3%            |
| 1880  | 2.067           | 276            | 11              | 0             | 4              | 4             | 6                 | 1             | 87,3%         | 11,7%        | 0,5%          | 0,0%        | 0,2%         | 0,2%        | 0,3%            |
| 1890  | 2.284           | 475            | 7               | 0             | 0              | 4             | 43                | 0             | 81,2%         | 16,9%        | 0,2%          | 0,0%        | 0,0%         | 0,1%        | 1,5%            |
| 1900  | 2.420           | 388            | 10              | 1             | 5              | 5             | 46                | 211           | 84,2%         | 13,5%        | 0,3%          | 0,0%        | 0,2%         | 0,2%        | 1,6%            |
| 1910  | 3.074           | 320            | 12              | 0             | 7              | 17            | 30                | 205           | 88,8%         | 9,2%         | 0,3%          | 0,0%        | 0,2%         | 0,5%        | 0,9%            |
| 1920  | 3.716           | 56             | 1               | 0             | 0              | 4             | 2                 | 194           | 98,3%         | 1,5%         | 0,0%          | 0,0%        | 0,0%         | 0,1%        | 0,1%            |
| 1930  | 3.818           | 348            | 18              | 3             | 3              | 8             | 40                | 277           | 90,1%         | 8,2%         | 0,4%          | 0,1%        | 0,1%         | 0,2%        | 0,9%            |
| 1947  | 4.660           | 630            | 10              | 1             | 0              | 18            | 131               | 266           | 85,5%         | 11,6%        | 0,2%          | 0,0%        | 0,0%         | 0,3%        | 2,4%            |

Langue exclusivement ou la plus fréquemment parlée.
| Année | NL Aantal | FR Aantal | D Aantal | NL Aandeel | FR Aandeel | D Aandeel |
| ----- | --------- | --------- | -------- | ---------- | ---------- | --------- |
| 1910  | 3.422     | 19        | 19       | 98,9%      | 0,5%       | 0,5%      |
| 1920  | 3.777     | 1         | 1        | 99,9%      | 0,0%       | 0,0%      |
| 1930  | 4.201     | 32        | 5        | 99,1%      | 0,8%       | 0,1%      |
| 1947  | 5.393     | 49        | 0        | 99,1%      | 0,9%       | 0,0%      |

### Hamont
Langue connue
| Année | enkel NL Aantal | NL & FR Aantal | enkel FR Aantal | FR & D Aantal | enkel D Aantal | D & NL Aantal | NL & F & D Aantal | Geen Aantal | enkel NL Aandeel | NL & FR Aandeel | enkel FR Aandeel | FR & D Aandeel | enkel D Aandeel | D & NL Aandeel | NL& FR & D Aandeel |
| ----- | --------------- | -------------- | --------------- | ------------- | -------------- | ------------- | ----------------- | ----------- | ---------------- | --------------- | ---------------- | -------------- | --------------- | -------------- | ------------------ |
| 1846  | 1.308           |                | 20              |               | 0              |               |                   |             | 98,5%            |                 | 1,5%             |                | 0,0%            |                |                    |
| 1866  | 1.270           | 188            | 2               | 0             | 0              | 1             | 1                 | 0           | 86,9%            | 12,9%           | 0,1%             | 0,0%           | 0,0%            | 0,1%           | 0,1%               |
| 1880  | 1.158           | 494            | 5               | 0             | 0              | 0             | 8                 | 0           | 69,5%            | 29,7%           | 0,3%             | 0,0%           | 0,0%            | 0,0%           | 0,5%               |
| 1890  | 1.476           | 364            | 14              | 0             | 0              | 2             | 6                 | 1           | 79,3%            | 19,5%           | 0,8%             | 0,0%           | 0,0%            | 0,1%           | 0,3%               |
| 1900  | 1.987           | 253            | 18              | 0             | 0              | 18            | 34                | 191         | 86,0%            | 11,0%           | 0,8%             | 0,0%           | 0,0%            | 0,8%           | 1,5%               |
| 1910  | 2.688           | 322            | 19              | 1             | 6              | 15            | 16                | 211         | 87,6%            | 10,5%           | 0,6%             | 0,0%           | 0,2%            | 0,5%           | 0,5%               |
| 1920  | 2.948           | 205            | 13              | 1             | 1              | 2             | 2                 | 177         | 92,9%            | 6,5%            | 0,4%             | 0,0%           | 0,0%            | 0,1%           | 0,1%               |
| 1930  | 3.423           | 149            | 19              | 0             | 0              | 3             | 5                 | 265         | 95,1%            | 4,1%            | 0,5%             | 0,0%           | 0,0%            | 0,1%           | 0,1%               |
| 1947  | 4.415           | 407            | 25              | 11            | 0              | 11            | 78                | 223         | 89,2%            | 8,2%            | 0,5%             | 0,2%           | 0,0%            | 0,2%           | 1,6%               |

Langue exclusivement ou la plus fréquemment parlée.
| Année | NL Aantal | FR Aantal | D Aantal | NL Aandeel | FR Aandeel | D Aandeel |
| ----- | --------- | --------- | -------- | ---------- | ---------- | --------- |
| 1910  | 2.996     | 58        | 13       | 97,7%      | 1,9%       | 0,4%      |
| 1920  | 3.132     | 39        | 1        | 98,7%      | 1,2%       | 0,0%      |
| 1930  | 3.569     | 30        | 0        | 99,2%      | 0,8%       | 0,0%      |
| 1947  | 4.891     | 56        | 0        | 98,9%      | 1,1%       | 0,0%      |

### Houthalen
Langue connue
| Année | enkel NL Aantal | NL & FR Aantal | enkel FR Aantal | FR & D Aantal | enkel D Aantal | D & NL Aantal | NL & F & D Aantal | Geen Aantal | enkel NL Aandeel | NL & FR Aandeel | enkel FR Aandeel | FR & D Aandeel | enkel D Aandeel | D & NL Aandeel | NL& FR & D Aandeel |
| ----- | --------------- | -------------- | --------------- | ------------- | -------------- | ------------- | ----------------- | ----------- | ---------------- | --------------- | ---------------- | -------------- | --------------- | -------------- | ------------------ |
| 1846  | 1.486           |                | 0               |               | 0              |               |                   |             | 100,0%           |                 | 0,0%             |                | 0,0%            |                |                    |
| 1866  | 1.367           | 51             | 5               | 0             | 0              | 1             | 0                 | 0           | 96,0%            | 3,6%            | 0,4%             | 0,0%           | 0,0%            | 0,1%           | 0,0%               |
| 1880  | 1.328           | 27             | 0               | 0             | 0              | 0             | 0                 | 0           | 98,0%            | 2,0%            | 0,0%             | 0,0%           | 0,0%            | 0,0%           | 0,0%               |
| 1890  | 1.358           | 33             | 0               | 0             | 0              | 0             | 0                 | 0           | 97,6%            | 2,4%            | 0,0%             | 0,0%           | 0,0%            | 0,0%           | 0,0%               |
| 1900  | 1.319           | 27             | 0               | 0             | 0              | 0             | 0                 | 92          | 98,0%            | 2,0%            | 0,0%             | 0,0%           | 0,0%            | 0,0%           | 0,0%               |
| 1910  | 1.570           | 20             | 0               | 0             | 0              | 0             | 0                 | 99          | 98,7%            | 1,3%            | 0,0%             | 0,0%           | 0,0%            | 0,0%           | 0,0%               |
| 1920  | 1.617           | 72             | 2               | 0             | 0              | 1             | 0                 | 110         | 95,6%            | 4,3%            | 0,1%             | 0,0%           | 0,0%            | 0,1%           | 0,0%               |
| 1930  | 2.151           | 70             | 8               | 0             | 4              | 4             | 0                 | 243         | 96,2%            | 3,1%            | 0,4%             | 0,0%           | 0,2%            | 0,2%           | 0,0%               |
| 1947  | 4.121           | 295            | 52              | 1             | 796            | 56            | 104               | 854         | 76,0%            | 5,4%            | 1,0%             | 0,0%           | 14,7%           | 1,0%           | 1,9%               |

Langue exclusivement ou la plus fréquemment parlée.
| Année | NL Aantal | FR Aantal | D Aantal | NL Aandeel | FR Aandeel | D Aandeel |
| ----- | --------- | --------- | -------- | ---------- | ---------- | --------- |
| 1910  | 1.590     | 0         | 0        | 100,0%     | 0,0%       | 0,0%      |
| 1920  | 1.690     | 2         | 0        | 99,9%      | 0,1%       | 0,0%      |
| 1930  | 2.218     | 14        | 5        | 99,2%      | 0,6%       | 0,2%      |
| 1947  | 4.466     | 130       | 821      | 82,4%      | 2,4%       | 15,2%     |

### Lommel
Langue connue
| Année | enkel NL Aantal | NL & FR Aantal | enkel FR Aantal | FR & D Aantal | enkel D Aantal | D & NL Aantal | NL & F & D Aantal | Geen Aantal | enkel NL Aandeel | NL & FR Aandeel | enkel FR Aandeel | FR & D Aandeel | enkel D Aandeel | D & NL Aandeel | NL& FR & D Aandeel |
| ----- | --------------- | -------------- | --------------- | ------------- | -------------- | ------------- | ----------------- | ----------- | ---------------- | --------------- | ---------------- | -------------- | --------------- | -------------- | ------------------ |
| 1846  | 2.481           |                | 5               |               | 0              |               |                   |             | 99,8%            |                 | 0,2%             |                | 0,0%            |                |                    |
| 1866  | 2.861           | 118            | 3               | 0             | 0              | 19            | 7                 | 0           | 95,1%            | 3,9%            | 0,1%             | 0,0%           | 0,0%            | 0,6%           | 0,2%               |
| 1880  | 2.695           | 164            | 6               | 0             | 0              | 12            | 11                | 0           | 93,3%            | 5,7%            | 0,2%             | 0,0%           | 0,0%            | 0,4%           | 0,4%               |
| 1890  | 3.091           | 147            | 4               | 0             | 0              | 3             | 7                 | 0           | 95,0%            | 4,5%            | 0,1%             | 0,0%           | 0,0%            | 0,1%           | 0,2%               |
| 1900  | 3.750           | 283            | 10              | 1             | 2              | 29            | 10                | 346         | 91,8%            | 6,9%            | 0,2%             | 0,0%           | 0,0%            | 0,7%           | 0,2%               |
| 1910  | 5.977           | 293            | 17              | 6             | 64             | 59            | 26                | 580         | 92,8%            | 4,5%            | 0,3%             | 0,1%           | 1,0%            | 0,9%           | 0,4%               |
| 1920  | 7.001           | 297            | 15              | 0             | 1              | 8             | 24                | 465         | 95,3%            | 4,0%            | 0,2%             | 0,0%           | 0,0%            | 0,1%           | 0,3%               |
| 1930  | 8.493           | 346            | 141             | 1             | 0              | 15            | 12                | 658         | 94,3%            | 3,8%            | 1,6%             | 0,0%           | 0,0%            | 0,2%           | 0,1%               |
| 1947  | 12.041          | 576            | 16              | 0             | 2              | 24            | 127               | 701         | 94,2%            | 4,5%            | 0,1%             | 0,0%           | 0,0%            | 0,2%           | 1,0%               |

Langue exclusivement ou la plus fréquemment parlée.
| Année | NL Aantal | FR Aantal | D Aantal | NL Aandeel | FR Aandeel | D Aandeel |
| ----- | --------- | --------- | -------- | ---------- | ---------- | --------- |
| 1910  | 6.299     | 31        | 112      | 97,8%      | 0,5%       | 1,7%      |
| 1920  | 7.324     | 20        | 2        | 99,7%      | 0,3%       | 0,0%      |
| 1930  | 8.834     | 173       | 1        | 98,1%      | 1,9%       | 0,0%      |
| 1947  | 12.736    | 39        | 4        | 99,7%      | 0,3%       | 0,0%      |

### Neerpelt
Langue connue
| Année | enkel NL Aantal | NL & FR Aantal | enkel FR Aantal | FR & D Aantal | enkel D Aantal | D & NL Aantal | NL & F & D Aantal | Geen Aantal | enkel NL Aandeel | NL & FR Aandeel | enkel FR Aandeel | FR & D Aandeel | enkel D Aandeel | D & NL Aandeel | NL& FR & D Aandeel |
| ----- | --------------- | -------------- | --------------- | ------------- | -------------- | ------------- | ----------------- | ----------- | ---------------- | --------------- | ---------------- | -------------- | --------------- | -------------- | ------------------ |
| 1846  | 1.271           |                | 0               |               | 0              |               |                   |             | 100,0%           |                 | 0,0%             |                | 0,0%            |                |                    |
| 1866  | 1.488           | 86             | 1               | 0             | 0              | 1             | 0                 | 0           | 94,4%            | 5,5%            | 0,1%             | 0,0%           | 0,0%            | 0,1%           | 0,0%               |
| 1880  | 1.441           | 108            | 8               | 1             | 2              | 1             | 0                 | 85          | 92,3%            | 6,9%            | 0,5%             | 0,1%           | 0,1%            | 0,1%           | 0,0%               |
| 1890  | 1.759           | 160            | 6               | 1             | 13             | 3             | 3                 | 0           | 90,4%            | 8,2%            | 0,3%             | 0,1%           | 0,7%            | 0,2%           | 0,2%               |
| 1900  | 2.454           | 90             | 3               | 27            | 8              | 22            | 12                | 178         | 93,8%            | 3,4%            | 0,1%             | 1,0%           | 0,3%            | 0,8%           | 0,5%               |
| 1910  | 3.015           | 486            | 8               | 5             | 9              | 19            | 32                | 263         | 84,4%            | 13,6%           | 0,2%             | 0,1%           | 0,3%            | 0,5%           | 0,9%               |
| 1920  | 3.738           | 260            | 0               | 0             | 0              | 0             | 10                | 239         | 93,3%            | 6,5%            | 0,0%             | 0,0%           | 0,0%            | 0,0%           | 0,2%               |
| 1930  | 4.406           | 214            | 22              | 0             | 0              | 10            | 22                | 346         | 94,3%            | 4,6%            | 0,5%             | 0,0%           | 0,0%            | 0,2%           | 0,5%               |
| 1947  | 5.201           | 469            | 4               | 0             | 0              | 23            | 124               | 283         | 89,3%            | 8,1%            | 0,1%             | 0,0%           | 0,0%            | 0,4%           | 2,1%               |

Langue exclusivement ou la plus fréquemment parlée.
| Année | NL Aantal | FR Aantal | D Aantal | NL Aandeel | FR Aandeel | D Aandeel |
| ----- | --------- | --------- | -------- | ---------- | ---------- | --------- |
| 1910  | 3.536     | 18        | 20       | 98,9%      | 0,5%       | 0,6%      |
| 1920  | 4.008     | 0         | 0        | 100,0%     | 0,0%       | 0,0%      |
| 1930  | 4.619     | 51        | 0        | 98,9%      | 1,1%       | 0,0%      |
| 1947  | 5.785     | 34        | 0        | 99,4%      | 0,6%       | 0,0%      |

### Overpelt
Langue connue
| Année | enkel NL Aantal | NL & FR Aantal | enkel FR Aantal | FR & D Aantal | enkel D Aantal | D & NL Aantal | NL & F & D Aantal | Geen Aantal | enkel NL Aandeel | NL & FR Aandeel | enkel FR Aandeel | FR & D Aandeel | enkel D Aandeel | D & NL Aandeel | NL& FR & D Aandeel |
| ----- | --------------- | -------------- | --------------- | ------------- | -------------- | ------------- | ----------------- | ----------- | ---------------- | --------------- | ---------------- | -------------- | --------------- | -------------- | ------------------ |
| 1846  | 1.511           |                | 0               |               | 0              |               |                   |             | 100,0%           |                 | 0,0%             |                | 0,0%            |                |                    |
| 1866  | 1.520           | 80             | 2               | 0             | 0              | 0             | 0                 | 1           | 94,9%            | 5,0%            | 0,1%             | 0,0%           | 0,0%            | 0,0%           | 0,0%               |
| 1880  | 1.511           | 74             | 1               | 0             | 0              | 0             | 1                 | 0           | 95,2%            | 4,7%            | 0,1%             | 0,0%           | 0,0%            | 0,0%           | 0,1%               |
| 1890  | 1.696           | 92             | 7               | 0             | 1              | 0             | 4                 | 0           | 94,2%            | 5,1%            | 0,4%             | 0,0%           | 0,1%            | 0,0%           | 0,2%               |
| 1900  | 2.359           | 154            | 9               | 5             | 24             | 18            | 16                | 221         | 91,3%            | 6,0%            | 0,3%             | 0,2%           | 0,9%            | 0,7%           | 0,6%               |
| 1910  | 3.558           | 176            | 10              | 3             | 19             | 23            | 32                | 326         | 93,1%            | 4,6%            | 0,3%             | 0,1%           | 0,5%            | 0,6%           | 0,8%               |
| 1920  | 4.012           | 188            | 17              | 1             | 0              | 2             | 4                 | 291         | 95,0%            | 4,5%            | 0,4%             | 0,0%           | 0,0%            | 0,0%           | 0,1%               |
| 1930  | 4.920           | 121            | 37              | 0             | 3              | 6             | 8                 | 366         | 96,6%            | 2,4%            | 0,7%             | 0,0%           | 0,1%            | 0,1%           | 0,2%               |
| 1947  | 6.172           | 372            | 32              | 2             | 2              | 12            | 73                | 335         | 92,6%            | 5,6%            | 0,5%             | 0,0%           | 0,0%            | 0,2%           | 1,1%               |

Langue exclusivement ou la plus fréquemment parlée.
| Année | NL Aantal | FR Aantal | D Aantal | NL Aandeel | FR Aandeel | D Aandeel |
| ----- | --------- | --------- | -------- | ---------- | ---------- | --------- |
| 1910  | 3.770     | 14        | 37       | 98,7%      | 0,4%       | 1,0%      |
| 1920  | 4.188     | 36        | 0        | 99,1%      | 0,9%       | %         |
| 1930  | 5.012     | 76        | 3        | 98,4%      | 1,5%       | 0,1%      |
| 1947  | 6.585     | 71        | 2        | 98,9%      | 1,1%       | 0,0%      |

### Autres communes de l'arrondissement
Ces autres communes de l’arrondissement (avec moins de 5 000 habitants par commune) représentaient environ 61,2% de la population totale de l’arrondissement au premier recensement de 1846 et environ 51,4% au dernier recensement de 1947.

Langue connue
| Année | enkel NL Aantal | NL & FR Aantal | enkel FR Aantal | FR & D Aantal | enkel D Aantal | D & NL Aantal | NL & F & D Aantal | Geen Aantal | enkel NL Aandeel | NL & FR Aandeel | enkel FR Aandeel | FR & D Aandeel | enkel D Aandeel | D & NL Aandeel | NL& FR & D Aandeel |
| ----- | --------------- | -------------- | --------------- | ------------- | -------------- | ------------- | ----------------- | ----------- | ---------------- | --------------- | ---------------- | -------------- | --------------- | -------------- | ------------------ |
| 1846  | 22.575          |                | 64              |               | 5              |               |                   |             | 99,7%            |                 | 0,3%             |                | 0,0%            |                |                    |
| 1866  | 22.829          | 870            | 54              | 4             | 8              | 4             | 18                | 48          | 96,0%            | 3,7%            | 0,2%             | 0,0%           | 0,0%            | 0,0%           | 0,1%               |
| 1880  | 23.082          | 948            | 27              | 72            | 2              | 119           | 106               | 4           | 94,8%            | 3,9%            | 0,1%             | 0,3%           | 0,0%            | 0,5%           | 0,4%               |
| 1890  | 25.252          | 1.472          | 44              | 3             | 2              | 11            | 53                | 0           | 94,1%            | 5,5%            | 0,2%             | 0,0%           | 0,0%            | 0,0%           | 0,2%               |
| 1900  | 25.869          | 1.691          | 55              | 14            | 26             | 80            | 82                | 1.691       | 93,0%            | 6,1%            | 0,2%             | 0,1%           | 0,1%            | 0,3%           | 0,3%               |
| 1910  | 28.909          | 1.717          | 52              | 16            | 7              | 85            | 90                | 2.162       | 93,6%            | 5,6%            | 0,2%             | 0,1%           | 0,0%            | 0,3%           | 0,3%               |
| 1920  | 32.197          | 1.588          | 9               | 5             | 8              | 96            | 40                | 2.050       | 94,9%            | 4,7%            | 0,0%             | 0,0%           | 0,0%            | 0,3%           | 0,1%               |
| 1930  | 38.284          | 1.347          | 69              | 5             | 10             | 53            | 68                | 2.932       | 96,1%            | 3,4%            | 0,2%             | 0,0%           | 0,0%            | 0,1%           | 0,2%               |
| 1947  | 48.059          | 2.299          | 52              | 1             | 7              | 118           | 476               | 2.882       | 94,2%            | 4,5%            | 0,1%             | 0,0%           | 0,0%            | 0,2%           | 0,9%               |

Langue exclusivement ou la plus fréquemment parlée.
| Année | NL Aantal | FR Aantal | D Aantal | NL Aandeel | FR Aandeel | D Aandeel |
| ----- | --------- | --------- | -------- | ---------- | ---------- | --------- |
| 1910  | 30.722    | 141       | 13       | 99,5%      | 0,5%       | 0,0%      |
| 1920  | 33.860    | 64        | 19       | 99,8%      | 0,2%       | 0,1%      |
| 1930  | 39.634    | 177       | 15       | 99,5%      | 0,4%       | 0,0%      |
| 1947  | 50.814    | 161       | 13       | 99,7%      | 0,3%       | 0,0%      |

## Arrondissement de Tongres
Langue connue
| Année | enkel NL Aantal | NL & FR Aantal | enkel FR Aantal | FR & D Aantal | enkel D Aantal | D & NL Aantal | NL & F & D Aantal | Geen Aantal | enkel NL Aandeel | NL & FR Aandeel | enkel FR Aandeel | FR & D Aandeel | enkel D Aandeel | D & NL Aandeel | NL& FR & D Aandeel |
| ----- | --------------- | -------------- | --------------- | ------------- | -------------- | ------------- | ----------------- | ----------- | ---------------- | --------------- | ---------------- | -------------- | --------------- | -------------- | ------------------ |
| 1846  | 63.883          |                | 7.139           |               | 61             |               |                   |             | 89,9%            |                 | 10,0%            |                | 0,1%            |                |                    |
| 1866  | 62.733          | 4.374          | 7.326           | 42            | 51             | 41            | 60                | 69          | 84,1%            | 5,9%            | 9,8%             | 0,1%           | 0,1%            | 0,1%           | 0,1%               |
| 1880  | 62.472          | 5.853          | 6.696           | 53            | 37             | 278           | 478               | 23          | 82,3%            | 7,7%            | 8,8%             | 0,1%           | 0,0%            | 0,4%           | 0,6%               |
| 1890  | 64.282          | 11.012         | 6.786           | 87            | 65             | 346           | 733               | 29          | 77,2%            | 13,2%           | 8,1%             | 0,1%           | 0,1%            | 0,4%           | 0,9%               |
| 1900  | 62.937          | 12.944         | 6.314           | 44            | 35             | 192           | 416               | 4.692       | 75,9%            | 15,6%           | 7,6%             | 0,1%           | 0,0%            | 0,2%           | 0,5%               |
| 1910  | 72.038          | 12.790         | 6.652           | 129           | 18             | 104           | 259               | 5.373       | 78,3%            | 13,9%           | 7,2%             | 0,1%           | 0,0%            | 0,1%           | 0,3%               |
| 1920  | 78.597          | 12.241         | 6.398           | 53            | 16             | 55            | 213               | 5.064       | 80,6%            | 12,5%           | 6,6%             | 0,1%           | 0,0%            | 0,1%           | 0,2%               |
| 1930  | 89.529          | 11.360         | 6.634           | 180           | 1.656          | 340           | 512               | 7.531       | 81,2%            | 10,3%           | 6,0%             | 0,2%           | 1,5%            | 0,3%           | 0,5%               |
| 1947  | 100.071         | 17.355         | 5.732           | 126           | 1.014          | 1.386         | 2.920             | 7.719       | 77,8%            | 13,5            | 4,5%             | 0,1%           | 0,8%            | 1,1%           | 2,3%               |

Langue exclusivement ou la plus fréquemment parlée.
| Année | NL Aantal | FR Aantal | D Aantal | NL Aandeel | FR Aandeel | D Aandeel |
| ----- | --------- | --------- | -------- | ---------- | ---------- | --------- |
| 1910  | 83.848    | 8.077     | 65       | 91,1%      | 8,8%       | 0,1%      |
| 1920  | 89.651    | 7.876     | 46       | 91,9%      | 8,1%       | 0,0%      |
| 1930  | 99.679    | 8.500     | 1.978    | 90,5%      | 7,7%       | 1,8%      |
| 1947  | 118.873   | 8.024     | 1.267    | 92,8%      | 6,3%       | 1,0%      |

Lors de l'établissement de la frontière linguistique en 1962, les communes suivantes ont été transférées de l'arrondissement de Tongres (province du Limbourg) au nouvel arrondissement de Liège (province de Liège): 
- Roclenge-sur-Geer (Rukkelingen-aan-de-Jeker)
- Bassenge (Bitsingen)
- Wonck (Wonk)
- Eben-Emael
- Lanaye (Ternaaien)

Lors de l'établissement de la frontière linguistique en 1962, les communes suivantes ont été transférées de l'arrondissement de Tongres (province du Limbourg) au nouvel arrondissement de Waremme (province de Liège): 
- Otrange (Wouteringen)

### Tongres
Langue connue
| Année | enkel NL Aantal | NL & FR Aantal | enkel FR Aantal | FR & D Aantal | enkel D Aantal | D & NL Aantal | NL & F & D Aantal | Geen Aantal | enkel NL Aandeel | NL & FR Aandeel | enkel FR Aandeel | FR & D Aandeel | enkel D Aandeel | D & NL Aandeel | NL& FR & D Aandeel |
| ----- | --------------- | -------------- | --------------- | ------------- | -------------- | ------------- | ----------------- | ----------- | ---------------- | --------------- | ---------------- | -------------- | --------------- | -------------- | ------------------ |
| 1846  | 6.256           |                | 101             |               | 12             |               |                   |             | 98,2%            |                 | 1,6%             |                | 0,2%            |                |                    |
| 1866  | 5.652           | 1.185          | 163             | 5             | 11             | 12            | 13                | 0           | 80,3%            | 16,8%           | 2,3%             | 0,1%           | 0,2%            | 0,2%           | 0,2%               |
| 1880  | 6.786           | 699            | 265             | 7             | 25             | 9             | 32                | 3           | 86,7%            | 8,9%            | 3,4%             | 0,1%           | 0,3%            | 0,1%           | 0,4%               |
| 1890  | 5.969           | 2.225          | 227             | 18            | 8              | 16            | 126               | 7           | 69,5%            | 25,9%           | 2,6%             | 0,2%           | 0,1%            | 0,2%           | 1,5%               |
| 1900  | 5.797           | 2.771          | 209             | 2             | 1              | 8             | 62                | 496         | 65,5%            | 31,3%           | 2,4%             | 0,0%           | 0,0%            | 0,1%           | 0,7%               |
| 1910  | 6.456           | 3.019          | 271             | 32            | 1              | 12            | 53                | 538         | 65,6%            | 30,7%           | 2,8%             | 0,3%           | 0,0%            | 0,1%           | 0,5%               |
| 1920  | 6.841           | 3.065          | 293             | 1             | 3              | 2             | 73                | 509         | 66,6%            | 29,8%           | 2,9%             | 0,0%           | 0,0%            | 0,0%           | 0,7%               |
| 1930  | 7.682           | 3.014          | 280             | 7             | 0              | 5             | 154               | 465         | 68,9%            | 27,1%           | 2,5%             | 0,1%           | 0,0%            | 0,0%           | 1,4%               |
| 1947  | 8.216           | 4.013          | 229             | 12            | 0              | 26            | 540               | 502         | 63,0%            | 30,8%           | 1,8%             | 0,1%           | 0,0%            | 0,2%           | 4,1%               |

Langue exclusivement ou la plus fréquemment parlée.
| Année | NL Aantal | FR Aantal | D Aantal | NL Aandeel | FR Aandeel | D Aandeel |
| ----- | --------- | --------- | -------- | ---------- | ---------- | --------- |
| 1910  | 9.275     | 560       | 9        | 94,2%      | 5,7%       | 0,1%      |
| 1920  | 9.533     | 742       | 3        | 92,8%      | 7,2%       | 0,0%      |
| 1930  | 10.358    | 751       | 2        | 93,2%      | 6,8%       | 0,0%      |
| 1947  | 12.238    | 636       | 2        | 95,0%      | 4,9%       | 0,0%      |

### Alken
Langue connue
| Année | enkel NL Aantal | NL & FR Aantal | enkel FR Aantal | FR & D Aantal | enkel D Aantal | D & NL Aantal | NL & F & D Aantal | Geen Aantal | enkel NL Aandeel | NL & FR Aandeel | enkel FR Aandeel | FR & D Aandeel | enkel D Aandeel | D & NL Aandeel | NL& FR & D Aandeel |
| ----- | --------------- | -------------- | --------------- | ------------- | -------------- | ------------- | ----------------- | ----------- | ---------------- | --------------- | ---------------- | -------------- | --------------- | -------------- | ------------------ |
| 1846  | 2.944           |                | 9               |               | 1              |               |                   |             | 99,7%            |                 | 0,3%             |                | 0,0%            |                |                    |
| 1866  | 2.894           | 32             | 36              | 0             | 4              | 0             | 0                 | 0           | 97,6%            | 1,1%            | 1,2%             | 0,0%           | 0,1%            | 0,0%           | 0,0%               |
| 1880  | 2.709           | 83             | 2               | 0             | 0              | 3             | 0                 | 0           | 96,9%            | 3,0%            | 0,1%             | 0,0%           | 0,0%            | 0,1%           | 0,0%               |
| 1890  | 3.110           | 155            | 1               | 1             | 1              | 2             | 4                 | 0           | 95,0%            | 4,7%            | 0,0%             | 0,0%           | 0,0%            | 0,1%           | 0,1%               |
| 1900  | 3.001           | 160            | 6               | 0             | 0              | 0             | 3                 | 179         | 94,7%            | 5,0%            | 0,2%             | 0,0%           | 0,0%            | 0,0%           | 0,1%               |
| 1910  | 3.374           | 191            | 1               | 0             | 0              | 0             | 5                 | 207         | 94,5%            | 5,3%            | 0,0%             | 0,0%           | 0,0%            | 0,0%           | 0,1%               |
| 1920  | 3.633           | 205            | 2               | 0             | 0              | 0             | 4                 | 200         | 94,5%            | 5,3%            | 0,1%             | 0,0%           | 0,0%            | 0,0%           | 0,1%               |
| 1930  | 4.235           | 120            | 7               | 0             | 1              | 0             | 6                 | 239         | 96,9%            | 2,7%            | 0,2%             | 0,0%           | 0,0%            | 0,0%           | 0,1%               |
| 1947  | 4.998           | 265            | 5               | 0             | 1              | 3             | 41                | 286         | 94,1%            | 5,0%            | 0,1%             | 0,0%           | 0,0%            | 0,1%           | 0,8%               |

Langue exclusivement ou la plus fréquemment parlée.
| Année | NL Aantal | FR Aantal | D Aantal | NL Aandeel | FR Aandeel | D Aandeel |
| ----- | --------- | --------- | -------- | ---------- | ---------- | --------- |
| 1910  | 3.554     | 17        | 0        | 99,5%      | 0,5%       | 0,0%      |
| 1920  | 3.820     | 24        | 0        | 99,4%      | 0,6%       | 0,0%      |
| 1930  | 4.351     | 17        | 1        | 99,6%      | 0,4%       | 0,0%      |
| 1947  | 5.276     | 24        | 1        | 99,5%      | 0,5%       | 0,0%      |

### Bilzen
Langue connue
| Année | enkel NL Aantal | NL & FR Aantal | enkel FR Aantal | FR & D Aantal | enkel D Aantal | D & NL Aantal | NL & F & D Aantal | Geen Aantal | enkel NL Aandeel | NL & FR Aandeel | enkel FR Aandeel | FR & D Aandeel | enkel D Aandeel | D & NL Aandeel | NL& FR & D Aandeel |
| ----- | --------------- | -------------- | --------------- | ------------- | -------------- | ------------- | ----------------- | ----------- | ---------------- | --------------- | ---------------- | -------------- | --------------- | -------------- | ------------------ |
| 1846  | 3.424           |                | 31              |               | 1              |               |                   |             | 99,1%            |                 | 0,9%             |                | 0,0%            |                |                    |
| 1866  | 3.296           | 243            | 3               | 1             | 0              | 3             | 10                | 0           | 92,7%            | 6,8%            | 0,1%             | 0,0%           | 0,0%            | 0,1%           | 0,3%               |
| 1880  | 623             | 1.034          | 19              | 0             | 0              | 236           | 384               | 0           | 27,1%            | 45,0%           | 0,8%             | 0,0%           | 0,0%            | 10,3%          | 16,7%              |
| 1890  | 912             | 1.083          | 19              | 0             | 0              | 250           | 354               | 0           | 34,8%            | 41,4%           | 0,7%             | 0,0%           | 0,0%            | 9,5%           | 13,5%              |
| 1900  | 1.172           | 1.312          | 21              | 0             | 0              | 95            | 73                | 143         | 43,8%            | 49,1%           | 0,8%             | 0,0%           | 0,0%            | 3,6%           | 2,7%               |
| 1910  | 2.557           | 578            | 29              | 0             | 0              | 0             | 3                 | 177         | 80,7%            | 18,3%           | 0,9%             | 0,0%           | 0,0%            | 0,0%           | 0,1%               |
| 1920  | 2.959           | 392            | 21              | 0             | 3              | 0             | 14                | 207         | 87,3%            | 11,6%           | 0,6%             | 0,0%           | 0,1%            | 0,0%           | 0,4%               |
| 1930  | 3.420           | 351            | 13              | 0             | 1              | 2             | 25                | 231         | 89,7%            | 9,2%            | 0,3%             | 0,0%           | 0,0%            | 0,1%           | 0,7%               |
| 1947  | 4.052           | 644            | 19              | 0             | 1              | 13            | 101               | 211         | 83,9%            | 13,3%           | 0,4%             | 0,0%           | 0,0%            | 0,3%           | 2,1%               |

Langue exclusivement ou la plus fréquemment parlée.
| Année | NL Aantal | FR Aantal | D Aantal | NL Aandeel | FR Aandeel | D Aandeel |
| ----- | --------- | --------- | -------- | ---------- | ---------- | --------- |
| 1910  | 3.138     | 29        | 0        | 99,1%      | 0,9%       | 0,0%      |
| 1920  | 3.300     | 85        | 4        | 97,4%      | 2,5%       | 0,1%      |
| 1930  | 3.767     | 44        | 1        | 98,8%      | 1,2%       | 0,0%      |
| 1947  | 4.773     | 46        | 2        | 99,0%      | 1,0%       | 0,0%      |

### Eisden
Langue connue
| Année | enkel NL Aantal | NL & FR Aantal | enkel FR Aantal | FR & D Aantal | enkel D Aantal | D & NL Aantal | NL & F & D Aantal | Geen Aantal | enkel NL Aandeel | NL & FR Aandeel | enkel FR Aandeel | FR & D Aandeel | enkel D Aandeel | D & NL Aandeel | NL& FR & D Aandeel |
| ----- | --------------- | -------------- | --------------- | ------------- | -------------- | ------------- | ----------------- | ----------- | ---------------- | --------------- | ---------------- | -------------- | --------------- | -------------- | ------------------ |
| 1846  | 385             |                | 0               |               | 0              |               |                   |             | 100,0%           |                 | 0,0%             |                | 0,0%            |                |                    |
| 1866  | 453             | 11             | 1               | 0             | 0              | 0             | 0                 | 0           | 97,4%            | 2,4%            | 0,2%             | 0,0%           | 0,0%            | 0,0%           | 0,0%               |
| 1880  | 491             | 24             | 0               | 0             | 0              | 2             | 0                 | 0           | 95,0%            | 4,6%            | 0,0%             | 0,0%           | 0,0%            | 0,4%           | 0,0%               |
| 1890  | 562             | 27             | 0               | 0             | 0              | 5             | 1                 | 0           | 94,5%            | 4,5%            | 0,0%             | 0,0%           | 0,0%            | 0,8%           | 0,2%               |
| 1900  | 536             | 40             | 1               | 0             | 0              | 3             | 1                 | 23          | 92,3%            | 6,9%            | 0,2%             | 0,0%           | 0,0%            | 0,5%           | 0,2%               |
| 1910  | 593             | 45             | 2               | 0             | 0              | 4             | 2                 | 66          | 91,8%            | 7,0%            | 0,3%             | 0,0%           | 0,0%            | 0,6%           | 0,3%               |
| 1920  | 888             | 158            | 87              | 0             | 3              | 4             | 14                | 96          | 76,9%            | 13,7%           | 7,5%             | 0,0%           | 0,3%            | 0,3%           | 1,2%               |
| 1930  | 1.513           | 239            | 549             | 130           | 1.335          | 244           | 132               | 1.935       | 36,5%            | 5,8%            | 13,3%            | 3,1%           | 32,2%           | 5,9%           | 3,2%               |
| 1947  | 3.901           | 689            | 391             | 48            | 447            | 799           | 663               | 1.061       | 56,2%            | 9,9%            | 5,6%             | 0,7%           | 6,4%            | 11,5%          | 9,6%               |

Langue exclusivement ou la plus fréquemment parlée.
| Année | NL Aantal | FR Aantal | D Aantal | NL Aandeel | FR Aandeel | D Aandeel |
| ----- | --------- | --------- | -------- | ---------- | ---------- | --------- |
| 1910  | 640       | 6         | 0        | 99,1%      | 0,9%       | 0,0%      |
| 1920  | 1.041     | 110       | 3        | 90,2%      | 9,5%       | 0,3%      |
| 1930  | 1.850     | 671       | 1.603    | 44,9%      | 16,3%      | 38,9%     |
| 1947  | 5.549     | 760       | 615      | 80,1%      | 11,0%      | 8,9%      |

### Lanaken
Langue connue
| Année | enkel NL Aantal | NL & FR Aantal | enkel FR Aantal | FR & D Aantal | enkel D Aantal | D & NL Aantal | NL & F & D Aantal | Geen Aantal | enkel NL Aandeel | NL & FR Aandeel | enkel FR Aandeel | FR & D Aandeel | enkel D Aandeel | D & NL Aandeel | NL& FR & D Aandeel |
| ----- | --------------- | -------------- | --------------- | ------------- | -------------- | ------------- | ----------------- | ----------- | ---------------- | --------------- | ---------------- | -------------- | --------------- | -------------- | ------------------ |
| 1846  | 1.836           |                | 60              |               | 15             |               |                   |             | 96,1%            |                 | 3,1%             |                | 0,8%            |                |                    |
| 1866  | 2.169           | 44             | 8               | 1             | 5              | 8             | 0                 | 0           | 97,0%            | 2,0%            | 0,4%             | 0,0%           | 0,2%            | 0,4%           | 0,0%               |
| 1880  | 2.192           | 143            | 17              | 2             | 2              | 0             | 0                 | 0           | 93,0%            | 6,1%            | 0,7%             | 0,1%           | 0,1%            | 0,0%           | 0,0%               |
| 1890  | 2.460           | 257            | 17              | 1             | 4              | 3             | 24                | 0           | 88,9%            | 9,3%            | 0,6%             | 0,0%           | 0,1%            | 0,1%           | 0,9%               |
| 1900  | 2.634           | 222            | 20              | 3             | 1              | 5             | 46                | 184         | 89,9%            | 7,6%            | 0,7%             | 0,1%           | 0,0%            | 0,2%           | 1,6%               |
| 1910  | 3.284           | 203            | 41              | 3             | 1              | 13            | 12                | 233         | 92,3%            | 5,7%            | 1,2%             | 0,1%           | 0,0%            | 0,4%           | 0,3%               |
| 1920  | 3.570           | 231            | 52              | 2             | 0              | 0             | 5                 | 207         | 92,5%            | 6,0%            | 1,3%             | 0,1%           | 0,0%            | 0,0%           | 0,1%               |
| 1930  | 4.320           | 245            | 40              | 1             | 2              | 11            | 27                | 263         | 93,0%            | 5,3%            | 0,9%             | 0,0%           | 0,0%            | 0,2%           | 0,6%               |
| 1947  | 4.592           | 1.026          | 32              | 2             | 3              | 72            | 269               | 298         | 76,6%            | 17,1%           | 0,5%             | 0,0%           | 0,1%            | 1,2%           | 4,5%               |

Langue exclusivement ou la plus fréquemment parlée.
| Année | NL Aantal | FR Aantal | D Aantal | NL Aandeel | FR Aandeel | D Aandeel |
| ----- | --------- | --------- | -------- | ---------- | ---------- | --------- |
| 1910  | 3.474     | 82        | 1        | 97,7%      | 2,3%       | 0,0%      |
| 1920  | 3.778     | 82        | 0        | 97,9%      | 2,1%       | 0,0%      |
| 1930  | 4.547     | 96        | 3        | 97,9%      | 2,1%       | 0,1%      |
| 1947  | 5.903     | 76        | 12       | 98,5%      | 1,3%       | 0,2%      |

### Autres communes de l'arrondissement
Ces autres communes de l’arrondissement (avec moins de 5 000 habitants par commune) représentaient environ 78,8% de la population totale de l’arrondissement au premier recensement de 1846 et environ 71,8% au dernier recensement de 1947.
Langue connue
| Année | enkel NL Aantal | NL & FR Aantal | enkel FR Aantal | FR & D Aantal | enkel D Aantal | D & NL Aantal | NL & F & D Aantal | Geen Aantal | enkel NL Aandeel | NL & FR Aandeel | enkel FR Aandeel | FR & D Aandeel | enkel D Aandeel | D & NL Aandeel | NL& FR & D Aandeel |
| ----- | --------------- | -------------- | --------------- | ------------- | -------------- | ------------- | ----------------- | ----------- | ---------------- | --------------- | ---------------- | -------------- | --------------- | -------------- | ------------------ |
| 1846  | 49.038          |                | 6.938           |               | 32             |               |                   |             | 87,6%            |                 | 12,4%            |                | 0,1%            |                |                    |
| 1866  | 48.269          | 2.859          | 7.115           | 35            | 31             | 18            | 37                | 69          | 82,7%            | 4,9%            | 12,2%            | 0,1%           | 0,1%            | 0,0%           | 0,1%               |
| 1880  | 49.671          | 3.870          | 6.393           | 44            | 10             | 28            | 62                | 20          | 82,7%            | 6,4%            | 10,6%            | 0,1%           | 0,0%            | 0,0%           | 0,1%               |
| 1890  | 51.269          | 7.265          | 6.522           | 67            | 52             | 70            | 224               | 22          | 78,3%            | 11,1%           | 10,0%            | 0,1%           | 0,1%            | 0,1%           | 0,3%               |
| 1900  | 49.797          | 8.439          | 6.057           | 39            | 33             | 81            | 231               | 3.667       | 77,0%            | 13,0%           | 9,4%             | 0,1%           | 0,1%            | 0,1%           | 0,4%               |
| 1910  | 55.774          | 8.754          | 6.308           | 94            | 16             | 75            | 184               | 4.152       | 78,3%            | 12,3%           | 8,9%             | 0,1%           | 0,0%            | 0,1%           | 0,3%               |
| 1920  | 60.706          | 8.190          | 5.943           | 50            | 7              | 49            | 103               | 3.845       | 80,9%            | 10,9%           | 7,9%             | 0,1%           | 0,0%            | 0,1%           | 0,1%               |
| 1930  | 68.359          | 7.391          | 5.745           | 42            | 317            | 78            | 168               | 4.398       | 83,3%            | 9,0%            | 7,0%             | 0,1%           | 0,4%            | 0,1%           | 0,2%               |
| 1947  | 74.312          | 10.718         | 5.056           | 64            | 562            | 473           | 1.306             | 5.361       | 80,3%            | 11,6%           | 5,5%             | 0,1%           | 0,6%            | 0,5%           | 1,4%               |

Langue exclusivement ou la plus fréquemment parlée.
| Année | NL Aantal | FR Aantal | D Aantal | NL Aandeel | FR Aandeel | D Aandeel |
| ----- | --------- | --------- | -------- | ---------- | ---------- | --------- |
| 1910  | 63.767    | 7.383     | 55       | 89,6%      | 10,4%      | 0,1%      |
| 1920  | 68.179    | 6.833     | 36       | 90,8%      | 9,1%       | 0,0%      |
| 1930  | 74.806    | 6.921     | 368      | 91,1%      | 8,4%       | 0,4%      |
| 1947  | 85.134    | 6.482     | 635      | 92,3%      | 7,0%       | 0,7%      |